# Giampaolo De Dominici
Giampaolo De Dominici (* 16. Januar 1680 in Neapel; † 1758 ebenda) war ein italienischer Schauspieler, Musiker, Sänger und Komponist.

## Leben
Der Sohn des Malers Raimondo De Dominici (bekannt als Il Maltese) war Schauspielschüler Andrea Belvederes (Abate Andrea), dessen Schauspieltruppe er bis zu dessen Tod 1732 angehörte. Er schloss sich dann der Schauspieltruppe des Barons De Liveri an und wechselte nach dessen Tod zu einer Gruppe, die von Herzog Carlo Carafa geleitet wurde.
Neben seinen Talenten als Schauspieler war De Dominici auch als Musiker und Komponist begabt. So erhielt er in der Saison 1739–40 als Musiker am Teatro San Carlo ein Gehalt von 40 Dukaten. Bekannt sind von ihm drei Opern, die zwischen 1719 und 1724 am Teatro dei Fiorentini aufgeführt wurden. Im Besitz der British Library befindet sich das Manuskript einer Kantate Son tradito eines „Gio. Paolo di Domenico“ von 1706, der Verlag Breitkopf bot 1763 drei Oboenkonzerte eines Komponisten „Domenico“ an. Beides könnten Werke Giampaolo De Dominicis sein, wie auch eine Arie aus der 1722 erschienenen Sammlung Recueil lyrique d’airs choisis des meilleurs musiciens italiens.
Der Bruder De Dominicis, Bernardo De Dominici, Autor des Werkes Vite de’pittori, scultori ed architetti napoletani, wurde gleich dem Vater als Maler bekannt.

## Werke
- Lisa pontegliosa (Libretto: Aniello Piscopo), opera buffa, UA 1719
- Li stravestimiente affortonate (Libretto: Francesco Antonio Tullio), opera buffa, UA 1722
- Lo schiavo p’amore (Librettist unbekannt), opera buffa, UA 1724